# Френ, Ирен
Ирен Френ (фр. Irène Frain, урождённая фр. Le Pohon, родилась 22 мая 1950, Лорьян, Бретань, Франция) — французская писательница.

## Биография
Родилась в старинном порте Лорьян, основанном в XVIII веке Французской Ост-Индской компанией, в семье было пятеро детей. Отец прошёл через германский плен, работал учителем, мать — швеёй. Писательница была сформирована культурой своей родины, Бретани, в почти сельской обстановке, полной лишений. О своём детстве в Бретани писатель позже рассказала в книгах «Побережье любви» (2001) и «Дом у источника» (2000).
В 1969 году Ирен вышла замуж и родила дочь. В 1972—1977 изучала классическую литературу (французский, латынь, греческий) в средней школе в Ланьи-сюр-Марн и в Шампиньи-сюр-Марн. В 1975—1981 Ирен преподавала латынь и латинскую литературу в Сорбонне в Париже.
В 1979 году Ирен Френ дебютировала исторической работой по золотому веку британского судоходства, «Когда бретонцы населяли моря».
Она посвятила свой первый роман бретонскому мореплавателю восемнадцатого века Рене Мадеку («Магнат», 1982). Этот роман имел успех и сформировал письмо: смысл сюжета, иногда сухой, а иногда и яркий, способность заставить читателя сопереживать героям, доля юмора и яркое воображение. Романы Ирен Френ имеют два глубинных течения, часто пересекавшиеся: интерес к вопросам, связанным со статусом женщин и пристрастие к Востоку.
Несколько её романов и книг по истории переведены на русский.

## Творчество
- 1979 : Quand les Bretons peuplaient les mers
- 1980 : Les Contes du cheval bleu les jours de grand vent
- 1982 : Le Nabab
- 1984 : Modern Style
- 1986 : Désirs
- 1989 : Secret de famille
- 1990 : Histoire de Lou
- 1991 : La Guirlande de Julie
- 1992 : Devi
- 1992 : Quai des Indes
- 1993 : Vive la Mariée
- 1994 : La vallée des hommes perdus
- 1995 : L’Homme fatal
- 1995 : La Fée chocolat
- 1996 : Le Roi des chats
- 1997 : Le Fleuve bâtisseur
- 1998 : L’inimitable
- 1999 : À jamais
- 2000 : La Maison de la source
- 2000 : Julien Gracq et la Bretagne
- 2001 : La Côte d’amour
- 2002 : Pour que refleurisse le Monde (совместно с Жетсун Пема)
- 2003 : Les Hommes etc.
- 2004 : Le Bonheur de faire l’amour dans sa cuisine et vice et versa
- 2007 : Au Royaume des Femmes
- 2007 : A la Recherche du Royaume
- 2007 : Gandhi, la liberté en marche
- 2009 : Les Naufragés de l'île Tromelin